# Fara (Fara)
Pour les articles homonymes, voir Fara.
Ne doit pas être confondu avec Fara (Kourouma).
Fara est un village du département et la commune rurale de Fara, dont il est le chef-lieu, situé dans la province des Balé et la région de la Boucle du Mouhoun au Burkina Faso.

## Éducation et santé
Fara accueille un centre de santé et de promotion sociale (CSPS).
La ville possède cinq écoles primaires publiques (A, B, C, Djigui et à Bomg Pooré) ainsi qu'une Maison de la femme.